# Насретдинова, Розалия Хайдяровна
Розалия Хайдяровна Насретдинова (род. 10 февраля 1997, Москва) — российская пловчиха. 

## Карьера
Воспитанница московского ЦСК «Локомотив», тренер — Немтырев А. С.
Многократная экс-рекордсменка мира в эстафете. Многократный призёр юниорских турниров.
На чемпионате Европы 2012 года в составе российской смешанной четвёрки стала второй, установив рекорд России.
На чемпионате Европы 2013 года участвовала в установлении рекорда России в эстафете 4×50 метров вольным стилем, а также в установлении мировых рекордов в комплексной эстафете 4×50 метров и смешанной эстафете 4х50 метров.
На чемпионате Европы 2014 года сборная России в смешанной эстафете установила рекорд Европы, но победители — американцы — установили рекорд мира.
На юношеских Олимпийских играх 2014 года завоевала два золота — на дистанции 50 метров баттерфляем и на дистанции 50 метров вольным стилем, а также серебро — в эстафете 4×100 метров вольным стилем.
На Универсиаде-2015 завоевала бронзу в эстафете 4×100 метров и стала победительницей на дистанции 50 метров вольным стилем.
26 июня 2017 года Министерство спорта РФ опубликовало Приказ № 83-нг «О присвоении почётного спортивного звания „Заслуженный мастер спорта России“ Розалии Насретдиновой».